# Azucena Carmona
Azucena Carmona (Flores, Buenos Aires, 22 de mayo de 1928 - Córdoba, 4 de abril de 2023) fue una actriz argentina, donde su mayor carrera la realizó en especial en la provincia de Córdoba (Argentina). Integró el elenco estable de la Comedia Cordobesa desde sus inicios en el año 1958, hasta su retiro, en el año 2006.

## Biografía
En el año 1951 llegó a Córdoba (Argentina). Ingresó en la  escuela de Lenguas de Monserrat y estudió para ser profesora de inglés, pero una situación fortuita la acercó al teatro: la profesora de literatura notó que ella leía muy bien en voz alta y la invitó a un grupo de teatro leído. Comenzó su carrera artística muchos años antes, en la década de los años de 1940 y sobre algunos escenarios montados en patios de viviendas de artistas, fueron creando una escuela de oficio para actores y actrices, guionistas, directores y técnicos teatrales. Aquellas tablas, sin más telón que la elocuencia de los actores, forjaron la carrera de grandes figuras del teatro. 
Para el año 1953 entre doscientas aspirantes, Azucena fue seleccionada para formar parte del primer elenco de la Comedia Cordobesa creado en 1958, integrado por veinticinco miembros. En 1959 interpreta a Sofía como protagonista, en la obra de teatro Locos de verano, de Gregorio de Laferrère. Con esta obra debutó el elenco estable, con la dirección de Eugenio Filipelli. Azucena Carmona también participó en otros grupos, como la Comedia Mediterránea, en el Teatro María Castaña, y el grupo La Vieja Guardia del Teatro Leído. 
Su protagonismo lo dividió en partes iguales, en los hemisferios del teatro independiente y en el teatro oficial. Entre los espectáculos de teatro en los que participó se encuentran: La Depresión, La Dama y el Loco, Esperando la carroza (obra de teatro) con la dirección de Alejandro Doria, Monólogos a la Carta, Stefano, Antes/Después, entre otros, mientras que en el cine participó en las siguientes películas: El Jardín Primitivo y Cartas a Malvinas con Víctor Laplace. Azucena Carmona se despidió de la comedia Cordobesa en el año 2006, con la obra teatral Los Figurantes de José Sanchis Sinisterra.
Azucena Carmona, integró el elenco estable de la Comedia Cordobesa desde sus inicios, en 1958, y hasta su retiro, en el año 2006. Pese a haber nacido en el barrio de Flores (Buenos Aires) , la artista se radicó en la Provincia de Córdoba (Argentina) en el año 1951 y fue donde realizó una larga y prolífica carrera que la proyectó a la escena del teatro nacional e internacional. Entre sus más recordadas participaciones en teatro se encuentran: La depresión, La Dama y el Loco, Esperando la carroza (obra de teatro), Monólogos a la Carta, Stefano, Antes/Después, entre otros. En cine, El Jardín Primitivo y Cartas a Malvinas, con Víctor Laplace. Azucena Carmona, fue una actriz argentina y destacada referente de las artes de Córdoba (Argentina), con una trayectoria de ocho décadas. Inicia su carrera en la década de 1940. En 1951 se traslada a la provincia de Córdoba e ingresa al Instituto de Arte Dramático donde conoce a su maestra Nora Serrador. Allí interpretó a Mariana Pineda, iniciando una trayectoria llena de logros y reconocimientos, tanto en el teatro independiente como en el oficial. Entre 220 aspirantes, Azucena fue seleccionada para formar parte del primer elenco de la Comedia Cordobesa, elenco oficial creado en 1958 e integrado por 25 miembros. En 1959, el elenco estrena Locos de Verano y Azucena protagoniza el espectáculo. Su trabajo en la Comedia Cordobesa se extendió hasta el año 2006. Además, formó parte de los elencos de la Comedia Mediterránea, el teatro María Castaña e integró el grupo de teatro leído La Vieja Guardia. En el año 1999, recibió el  Premio Podestá a la Trayectoria Honorable que entrega la Asociación Argentina de Actores. Tras esto, una sala del teatro Real de Córdoba fue bautizada con su nombre.
Falleció a los 94 años de edad.

## Premios y distinciones
- Premio Podestá de la Asociación Argentina de Actores (1999) en reconocimiento a la trayectoria. Aquella vez también lo recibieron Leonardo Favio, Virginia Lago y Luis Brandoni.
- Una sala del Teatro Real de Córdoba, (Argentina) lleva su nombre.